# Publius Sulpicius Quirinius
Publius Sulpicius Quirinius (* um 45 v. Chr.; † 21 n. Chr.) war ein römischer Senator und zeitweiliger Statthalter von Syrien. Seine Funktion in der römischen Verwaltung in Palästina während der Zeitenwende betrifft die Weihnachtsgeschichte im Evangelium nach Lukas wegen der dort erwähnten Volkszählung. Hier ergibt sich ein Widerspruch, dessen Lösungsversuch viele Theologen und Historiker beschäftigte.

## Leben und Karriere

### Frühe Karriere
Publius Sulpicius Quirinius wurde um das Jahr 45 v. Chr. in Lanuvium geboren, einer Stadt in der Nähe Roms. Seine Familie war wohlhabend, hatte aber bisher keine Senatoren hervorgebracht.
Im Gefolge des Aufstiegs von Octavian, der als Augustus zum ersten römischen Princeps wurde, öffneten sich für Quirinius zuvor verschlossene Karrierewege. Über den Verlauf von Quirinius’ früher Laufbahn liegen keine Informationen vor. Im Jahre 15 v. Chr. wurde er Prokonsul (Statthalter) der Provinz Creta et Cyrene.
Hier bekämpfte Quirinius erfolgreich die Garamanten, einen Stamm, der südlich der Grenze seiner Provinz in der Sahara ansässig war. Er kehrte als Kriegsheld nach Rom zurück und wurde im Jahre 12 v. Chr. zum Konsul gewählt.

### Einsatz im Osten des Reiches
Nach seinem Konsulat wurde Quirinius zum Statthalter der Provinz Galatien ernannt. Dort bekämpfte Quirinius in den Jahren 5 bis 3 v. Chr. den kriegerischen Stamm der Homonadenser im Süden Kleinasiens. Für die Erstürmung von Festungen der Homonadenser erhielt er die Triumphalinsignien. Meilensteine der Via Sebaste weisen im Krisengebiet das Jahr 6 v. Chr. als Fertigstellung der Straße aus, also sind die Feinde zuvor besiegt worden; die dortige Militärkolonie wählte Quirinius aus Dankbarkeit zu einem ihrer Duumvirn (Bürgermeister), wie aus zwei Inschriftensteinen hervorgeht.
Ob Quirinius auch die Statthalterschaft der reichen Provinz Asia übertragen bekam, ist ungewiss. Es steht jedoch fest, dass er sich durch seine Erfolge Augustus’ Vertrauen erworben hatte und deshalb zum rector (Leiter, Betreuer) für Gaius Caesar, den Enkel und designierten Nachfolger des Kaisers, ernannt wurde. Gaius Caesar sollte gemeinsam mit Quirinius die östlichen Provinzen des Reiches bereisen, um dort Erfahrungen in Regierungsdingen zu sammeln; er trat die Reise am 29. Januar 1 v. Chr. an. Vermutlich war Quirinius zugegen, als Gaius Caesar den Partherkönig Phraates V. traf, und er war mit Sicherheit sein militärischer Berater, als der junge Caesar in Armenien einmarschierte. Dabei wurde Gaius Caesar verwundet und starb im Jahre 3 n. Chr. während seiner Rückreise nach Rom an den Folgen seiner Verletzung.
Sehr bald nach diesen Ereignissen wurde Quirinius zum Statthalter von Syrien ernannt, einer der wichtigsten Provinzen des Römischen Reiches. In dieser Funktion befehligte er vier Legionen (legio III Gallica, legio VI Ferrata, legio X Fretensis, legio XII Fulminata). Im südlich davon gelegenen Gebiet Judäa herrschte Aufruhr, über den der dortige Herrscher Archelaos die Kontrolle verlor. Im Jahre 6 n. Chr. enthob Augustus den judäischen Fürsten seines Amtes und gliederte Judäa als autonomes Gebiet, das fortan einem römischen Präfekten unterstellt war, der Provinz Syrien an.
Eine in Tibur gefundene Inschrift ohne Namen, die sogenannte akephale tiburtinische Inschrift nennt einen Statthalter, der zweimal in Syrien war: proconsul Asiam provinciam opti[nuit legatus pro praetore] divi Augusti iterum Syriam et Pho[enicen optinuit]. Schon Theodor Mommsen identifizierte diesen zweimaligen Statthalter als Publius Sulpicius Quirinius, Edmund Groag mit Marcus Plautius Silvanus und Ronald Syme mit Lucius Calpurnius Piso. Man geht heute davon aus, dass sich die Angabe tatsächlich auf Quirinius bezieht, jedoch sachlich unrichtig ist.

### Zensus in Judäa
Nachdem Judäa damit Teil seines Amtsbereichs geworden war, musste Quirinius das Steuerwesen der neuen Präfektur organisieren. Dazu war es notwendig, die steuerpflichtige Bevölkerung in Listen zu erfassen. Diese bei Flavius Josephus detailreich geschilderte Volkszählung im Jahre 6 n. Chr. traf auf Widerstand, unter anderem, da die Bilder und Inschriften der zur Begleichung der Steuern künftig notwendigen römischen Münzen für gewöhnlich römische Gottheiten oder ein Porträt des Augustus in seiner Funktion als göttlicher Kaiser zeigten; beides erschien der jüdischen Bevölkerung als unvereinbar mit ihrem monotheistischen Glauben. Dennoch gelang es schließlich dem Hohenpriester Joazar, die Mehrheit der Bevölkerung zur Zusammenarbeit zu bewegen.
Ganz jedoch legte sich der Widerstand nicht. Der Schriftgelehrte Judas von Gamala und der Pharisäer Zadok setzten die Besteuerung mit der Einführung von Sklaverei gleich. Sie verkündeten außerdem, dass Gott alleine Herrscher über Judäa sei und dass es daher Blasphemie wäre, einem anderen Herrn Steuern zu entrichten. Eine Rebellion würde daher von Gott begünstigt. Zwar kam es nicht zu einem größeren Aufstand, der ein Eingreifen von Quirinius’ syrischen Legionen notwendig gemacht hätte; doch die Volkszählung des Statthalters und die damit verbundenen Unruhen blieben der jüdischen Bevölkerung so deutlich in Erinnerung, dass der Verfasser des Lukas-Evangeliums zwei Generationen später davon ausgehen konnte, dass der Statthalter Quirinius jedem seiner Leser ein Begriff war.

## Quirinius im Lukas-Evangelium

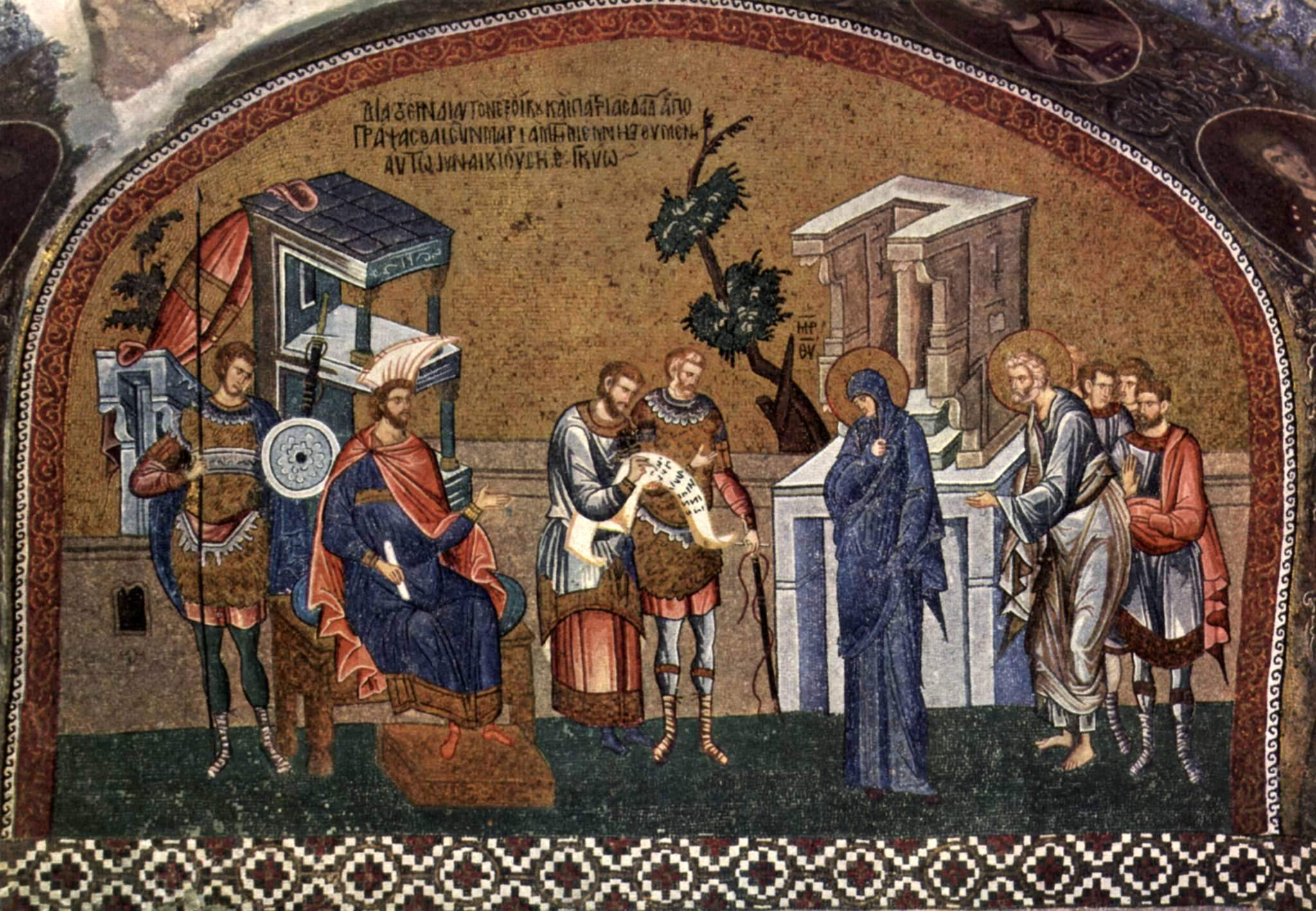
Maria und Josef bei der Einschreibung vor Quirinius, byzantinisches Mosaik, 14. Jahrhundert

Laut dem Evangelium nach Lukas (Lk 2,2 ) erging das Gebot des Kaisers Augustus, eine „Einschreibung“ der Reichsbevölkerung vorzunehmen, „als Quirinius Statthalter in Syrien war“. Es ist aber belegt, dass Quirinius erst 6 n. Chr. als Statthalter in Syrien ernannt wurde und seit dieser Zeit erst Judäa zur Provinz Syrien gehörte. Nach der Darstellung im Evangelium nach Matthäus (Mt 2 ) wurde Jesus jedoch in der Zeit Herodes des Großen geboren, der ihn beseitigen lassen wollte (Kindermord in Bethlehem). Herodes starb 4 v. Chr. – spätestens in diesem Jahr müsste demnach die Geburt Jesu gewesen sein. Auch nach Lukas (Lk 1,5 ) gehört Jesu Geburt in die Zeit des Herodes. Diese Angaben passen also nicht zusammen.

### Volkszählung als literarisches Mittel
Viele Exegeten meinen, dass die Angabe einer Volkszählung im Lukas-Evangelium ein literarisches Mittel sei, das erklären sollte, warum es zur Geburt Jesu in Bethlehem kam: Auch diese sei gemäß dieser Betrachtungsweise nicht als historische Angabe zu werten, sondern als Ausdrucksmittel der Messianität Jesu.
Gerd Theißen und Annette Merz vermuten, „daß Lukas nicht zueinander passende chronologische Angaben versehentlich falsch harmonisiert hat“.

### Harmonisierungsversuche der Angaben
Einige Ausleger halten die Angaben des Lukas („des Historikers“) für historisch zuverlässig, mitunter aus theologischen Motiven, weil sie an Verbalinspiration glauben oder an der Irrtumslosigkeit der Heiligen Schrift festhalten wollen, was besonders unter Vertretern der evangelikalen Exegese verbreitet ist. Frederick Fyvie Bruce übersetzt Lukas 2,2 folgendermaßen:

„Diese Registrierung fand vor derjenigen statt, die vorgenommen wurde, als Quirinius Statthalter von Syrien war“

Neben Übersetzungsfragen bespricht Bruce in seinem Artikel über Quirinius in Das große Bibellexikon auch Anhaltspunkte dafür, dass Quirinius bereits um 7 v. Chr. für Syrien zuständig gewesen sein und dass es schon damals eine Volkszählung gegeben haben könnte.
Die Annahme eines weiteren Zensus unter Quirinius bereits zur Zeit des Herodes kann daran anknüpfen, dass Lukas 2,2 sagt, es habe sich um „die erste“ Zählung gehandelt – was die Befürworter dieser Hypothese dahin auslegen, dass Lukas von mindestens zwei Volkszählungen gewusst haben müsse. Dagegen wird eingewandt, dass Flavius Josephus, der diese Zeit ausführlich darstellt, von keinem solchen Zensus berichtet; außerdem lassen die jüdischen Reaktionen auf Quirinius' Zensus im Jahre 6 darauf schließen, dass sie noch keine Volkszählung der Römer erlebt hatten.
Theodor Zahn meinte, dass Flavius Josephus „über diese Zeit schlecht unterrichtet ist“. Joazar war der letzte von Herodes dem Großen eingesetzte Hohepriester und wurde von Archelaus im Winter 4/3 v. Chr. abgesetzt. Er übte auf die Bevölkerung bei der ersten „Einschreibung“ einen besänftigenden Einfluss aus. Es ist nicht bekannt, dass Joazar später noch einmal Hoherpriester gewesen wäre. Josephus berichtet, dass ein gewisser Judas im Sommer 4 v. Chr. einen Aufstand in Galiläa anzettelte. Dieser könnte identisch sein mit jenem Judas aus Galiläa, von dem Josephus berichtet, dass er einen Aufstand gegen die römische Steuererhebung anzettelte (wobei Josephus hier voraussetzt, dass es sich um einen anderen Judas handelt, und dass dieser Aufstand um 7 n. Chr. in Galiläa stattfand). Zahn hielt es für möglich, dass Quirinius in den Jahren bis 4 v. Chr. als Beauftragter des Augustus in Syrien und benachbarten Regionen tätig war (und dabei auch die erwähnte Schätzung durchführen ließ) und anschließend Statthalter von Syrien wurde.
Theo Mayer-Maly betrachtet diesen Zensus vom römischen Recht her. Er vermutet einen Provinzialzensus; da es unter Augustus viele solcher Zensus gab, habe Lukas von einer Einschreibung der ganzen bewohnten Erde gesprochen. Im Rahmen einer Volkszählung wurden von den peregrini Kopfsteuern erhoben. Der erste von Quirinius in Syrien durchgeführte Zensus könnte sich über mehrere Jahre hingezogen haben, vielleicht von 7 v. Chr. bis 7 n. Chr. Henrike Maria Zilling hält es für möglich, dass Rom, als das Ende der Regierungszeit Herodes’ des Großen absehbar war, beschloss, den syrischen Statthalter oder einen Legaten mit kaiserlichem Sondermandat (Quirinius?) zu entsenden und eine Art Vorzensus zur Vorbereitung einer eventuellen späteren Provinzialisierung durchzuführen.
Einen Überblick über evangelikale Theorien zu diesem Thema bietet Martin Hirschmüller: Der Zensus des Quirinius.

## Familie und Tod
Quirinius heiratete ungefähr zwischen 3 und 5 n. Chr. in zweiter Ehe Aemilia Lepida, eine Tochter des Quintus Aemilius Lepidus, ließ sich jedoch kurz darauf wieder von ihr scheiden. Im Jahre 20 n. Chr., als sie bereits mit Mamercus Aemilius Scaurus verheiratet war, klagte er sie verschiedener Verbrechen an, unter anderem des geplanten Giftanschlages auf seine Person. Sie wurde schuldig gesprochen und verbannt.
Quirinius starb im darauffolgenden Jahr. Ihm zu Ehren wurde eine öffentliche Trauerfeier abgehalten. Weder mit Aemilia Lepida noch mit seiner ersten Ehefrau Claudia Appia hinterließ er Kinder.